# 杉崎廃寺
杉崎廃寺（すぎさきはいじ）は、岐阜県飛騨市古川町杉崎にある寺院跡。1959年（昭和34年）に岐阜県の史跡に指定されている
。

## 概要
江戸時代から寺院跡の礎石があることが知られており、平安時代の天元年間以前から戦国時代の天正年間まで存在した宮谷寺の跡に比定されてきた。そのため遺跡には宮谷寺跡の碑が立っている。
1992年（平成3年）から古川町教育委員会および飛騨市教育委員会による発掘が行われ、遺跡に建てられていた寺院は7世紀末に建立され、8世紀末から9世紀初めにかけて火災によって焼失したことが判明し、火災後は再興されることなく廃絶したとみられている。塔心礎や諸堂の礎石、敷石などが残っており、塔や金堂、講堂などを備えた法起寺式伽藍であったことが判明している。発掘により遺跡からは須恵器や土師器が発見され、また、瓦の発掘が少なかったことから伽藍の堂宇は檜皮葺であったとみられる。